# Каруев, Владимир Оконович
Владимир Оконович Каруев (род.1957 г.) — калмыцкий фольклорный певец, сказитель, джангарчи.
В Монголии известен как Окна Цаган Дзам. Имеет звание народного певца Республики Калмыкия, награждён высшей наградой Монголии — орденом Полярной звезды.
В 1978 году окончил Московский инженерно-строительный институт имени В. Куйбышева.
В 2016 году был внесён в список кандидатов по одномандатным округам на выборах в Государственную думу 2016 года от партии Патриоты России по Калмыцкому избирательному округу.